# Diecezja Trois Rivières
Diecezja Trois Rivières – diecezja rzymskokatolicka w Kanadzie. Została erygowana w 1852. W 2007 powiększyła swoje terytorium kosztem diecezji Amos.

## Biskupi
- Thomas Cooke (1852–1870)
- Louis-François Richer dit Laflèche (1870–1898)
- François-Xavier Cloutier (1899–1934)
- Alfred-Odilon Comtois (1934–1945)
- Maurice Roy (1947–1947)
- Georges Léon Pelletier (1947–1975)
- Laurent Noël (1975–1996)
- Martin Veillette (1996−2012)
- Luc Bouchard (2012−2021)
- Martin Laliberté (od 2022)